# Pierre Escourrou
Pas d'image ? Cliquez ici

a Compétitions nationales et continentales officielles uniquement.

b Matchs officiels uniquement.
Pierre Escourrou, né le 17 février 1937 à Carcassonne et mort le 22 janvier 2022 à Carcassonne, est un joueur de rugby à XIII dans les années 1950 et 1960 évoluant au poste de troisième ligne.

## Biographie
Il effectue sa carrière sportive au sein du club de Carcassonne entrecoupée par une période au Bataillon de Joinville entre 1957 et 1959 et Limoux entre 1962 et 1964. Il remporte avec le club de Carcassonne le titre de Championnat de France en 1966 et 1967 ainsi que le titre de Coupe de France en 1961, 1967 et 1968, côtoyant lors de ces succès des joueurs tels Jean Barthe, Louis Vergé, Robert Médus, Louis Poletti et Jean Cabrol.
Il connaît par ailleurs une sélection en équipe de France le 3 avril 1963 contre la Grande-Bretagne aux côtés de Pierre Lacaze, Claude Mantoulan et Robert Eramouspé.
Après sa carrière sportive, il est durant deux années aux côtés du sélectionneur de l'équipe de France Roger Garrigue entre 1978 et 1980 dont notamment la double confrontation victorieuse contre l'Australie de décembre 1978.
En juin 1978, Roger Garrigue est nommé sélectionneur de l'équipe de France, Pierre Escourrou aux côtés de José Calle, Jean-Pierre Clar, André Vadon et Gérard Dautant l'aident dans cette tâche.

## Palmarès
- Collectif :
  - Vainqueur du Championnat de France : 1966 et 1967 (Carcassonne).
  - Vainqueur de la Coupe de France : 1961, 1967 et 1968 (Carcassonne).
  - Finaliste du Championnat de France : 1956 et 1968 (Carcassonne).
  - Finaliste de la Coupe de France : 1960 et 1965 (Carcassonne).

### Détails en sélection
| 1. | 3 avril 1963 | Grande-Bretagne | 4-42 | Test-match | Troisième ligne | - | - | - | - |

#### En club
| Saison    | Saison                 | Championnat           | Championnat | Championnat | Championnat | Championnat | Championnat | Championnat |
| Saison    | Saison                 | Compétition           | M           | Pts         | Ess.        | Buts        | Dp.         |             |
| --------- | ---------------------- | --------------------- | ----------- | ----------- | ----------- | ----------- | ----------- | ----------- |
| 1955-1956 | Carcassonne            | Championnat de France | ?           | -           | -           | -           | -           |             |
| 1956-1957 | Carcassonne            | Championnat de France | ?           | -           | -           | -           | -           |             |
| 1957-1958 | Bataillon de Joinville | Championnat de France | ?           | -           | -           | -           | -           |             |
| 1958-1959 | Bataillon de Joinville | Championnat de France | ?           | -           | -           | -           | -           |             |
| 1960-1961 | Carcassonne            | Championnat de France | ?           | -           | -           | -           | -           |             |
| 1961-1962 | Carcassonne            | Championnat de France | ?           | -           | -           | -           | -           |             |
| 1962-1963 | Carcassonne            | Championnat de France | ?           | -           | -           | -           | -           |             |
| 1963-1964 | Limoux                 | Championnat de France | ?           | -           | -           | -           | -           |             |
| 1964-1965 | Limoux                 | Championnat de France | ?           | -           | -           | -           | -           |             |
| 1965-1966 | Carcassonne            | Championnat de France | ?           | -           | -           | -           | -           |             |
| 1966-1967 | Carcassonne            | Championnat de France | ?           | -           | -           | -           | -           |             |
| 1967-1968 | Carcassonne            | Championnat de France | ?           | -           | -           | -           | -           |             |
| 1968-1969 | Carcassonne            | Championnat de France | ?           | -           | -           | -           | -           |             |